# Idaea depressaria
Idaea depressaria är en fjärilsart som beskrevs av Otto Staudinger 1892. Idaea depressaria ingår i släktet Idaea och familjen mätare. Inga underarter finns listade i Catalogue of Life.